# Arch Enemy
Arch Enemy és una banda sueca de death metal melòdic fundada el 1996 pel guitarrista de Carcass Michael Amott. Han editat dotze discos d'estudi, tres discs en directe, cinc EPs, i tres  DVD. El cantant original fou Johan Liiva, substituït el 2001 per la cantant Angela Gossow, alhora substituïda el 2014 per la cantant canadenca Alissa  White-Gluz.

## Història

### Amb Johan Liiva (1996–2001)
Arch Enemy és un projecte creat per Michael Amott (ex-membre de Carcass, i membre actual de Carnage i Spiritual Beggars) quan abandonà la influent banda britànica de Grindcore i Death Metal, Carcass. Els membres que reclutà original foren son germà petit Christopher Amott com a guitarrista (membre actual també d'Armageddon), el cantant Johan Liiva (ex-membre de Carnage) i el bateria d'estudi Daniel Erlandsson (ex-membre d'Eucharist). Amb aquesta formació Michael Amott pretenia obtenir una bona mescla de melodia, agressivitat i tècnica musical.
El disc de debut, Black Earth, s'edità a través de la desapareguda Wrong Again Records el 1996. Obtingué un cert èxit al Japó i a Suècia i aconseguí que la MTV en projectés el vídeo-clip de "Bury Me an Angel". En aquesta etapa la banda era més aviat un projecte en solitari de Michael Amott, puix que era l'únic compositor de les cançons i fins i tot, malgrat que els crèdits del disc ho atribueixin a Johan Liiva, fou ell qui tocà el baix a la gravació. Amott posteriorment explicà que havia alterat una mica els crèdits del disc amb la intenció de donar una imatge més de banda i menys de projecte personal. Aquesta primera gravació ha quedat com el disc més agressiu del grup, ja que després han avançat cap a un estil més melòdic.
Després de l'edició de Black Earth signaren un contracte amb Century Media. El 1998 editaren Stigmata amb dos nous membres: el baixista Martin Bengtsson i el bateria Peter Wildoer. Aquest segon àlbum arribà a un públic més ample i això els reportà més popularitat tant a Europa com als Estats Units d'Amèrica. L'àlbum es distribuí a nivell mundial.
El 1999 Sharlee D'Angelo entrà a la banda com a nou baixista i Daniel Erlandsson recuperà la posició a la bateria, ara ja com a membre permanent. Editaren el tercer disc d'estudi, Burning Bridges, i poc després l'àlbum en directe Burning Japan Live 1999, inicialment distribuït només al Japó però que després a petició dels fans fou també venut a nivell mundial. Durant la gira de Burning Bridges Sharlee D'Angelo fou substituït temporalment en dues ocasions, primer per Dick Lövgren (membre de Meshuggah, ex-membre de Armageddon i d'In Flames) i després per Roger Nilsson (ex-membre de Spiritual Beggars i membre de Firebird i de The Quill). Burning Bridges representà tota una fita musical per Arch Enemy, ja que s'hi consolidava la nova tendència, més marcadament melòdica a la vegada que s'hi preservava en certa manera l'agressivitat dels inicis.
El 2001 Johan Liiva fou convidat a abandonar la banda. Michael Amott explicà que volia un cantant "més dinàmic" i que les actuacions de Liiva en directe no estaven a l'altura de la resta de la banda. La vacant fou ràpidament coberta per Angela Gossow, cantant de Death Metal i periodista amateur alemanya. Durant una entrevista que havia fet a Christopher Amott pocs mesos abans, li havia lliurat una Demo per mostrar-li les seves aptituds com a cantant.

### Amb Angela Gossow (2001–2014)
El primer disc amb la nova cantant fou Wages of Sin, editat el 2001. El desembre d'aquell mateix any Arch Enemy participà en el concert "Japan's Beast Feast 2002" juntament amb Slayer i Motörhead.
El següent disc, Anthems of Rebellion, aparegué el 2003 amb algunes novetats musicals, com ara l'ús de segones veus melòdiques (per exemple a "End of the Line" i "Dehumanization"). El novembre de l'any següent llançaren l'EP Dead Eyes See No Future, que incloïa cançons en directe i versions de Manowar, Megadeth i Carcass.
El juny de 2005 s'acabà la gravació del sisè àlbum d'estudi, Doomsday Machine, el tercer ja amb Gossow. El juliol de 2005, Christopher Amott deixà la banda per poder dedicar més temps a la seva vida privada. El reemplaçaren Gus G. (ex-membre de Dream Evil i membre de Firewindm), i després Fredrik Åkesson. Tanmateix, el març de 2007 Christopher Amott tornà al grup i just a continuació començaren la gravació d'un nou disc d'estudi, amb Fredrik Nordström a les tasques de producció (productor d'In Flames, Soilwork entre d'altres). El susbtitut, Åkesson, passà llavors a ocupar la posició de guitarra solista a Opeth. El 24 d'abril de 2007 es reedità Black Earth.
El setè disc d'estudi, Rise of the Tyrant, aparegué el 24 de setembre de 2007 a Europa i l'endemà als Estats Units. El 24 de setembre de 2007 va ser publicat un nou àlbum d'estudi, Rise Of The Tyrant, amb el retorn del guitarrista Christopher Amott. El seu germà gran, Michael Amott, opina que és el disc suprem de la banda, en què s'havia trobat finalment l'estil final que es buscava, velocitat i agressivitat musical barrejat amb línies melòdiques resaltantes en cors i sols; però, el nivell de brutalitat comparat amb Doomsday Machine va ser lleugerament reduït, encara que això no va evitar que fos un disc molt aclamat en el panorama « metàl·lic ». Per a l'edició japonesa del disc aditó una pista addicional en forma de versió de la cançó "The Oath » de la banda Kiss, i en l'EP Revolution Begins altra versió del tema « Walk in the Shadows » de la banda Queensryche .
Acabada la gravació de Rise of the Tyrant, la banda va realitzar una gira per Europa, Amèrica i Japó sota el nom de Tyranny and Bloodsheed Tour; en aquest últim país es va gravar el seu segon DVD en directe sota el nom Tyrants of the Rising Sun (Live in Japan), [ 13 ] que va ser publicat el 24 de novembre a Europa i el 25 a Amèrica.
El 28 de setembre de 2009, Arch Enemy publíca la seva nova obra, The Root of All Evil. Aquest àlbum especial consisteix en versions regravades de temes dels seus primers tres àlbums « Black Earth », « Stigmata » i « Burning Bridges » cantats en el seu moment per Johan Liiva, el que els va donar l'oportunitat d'actualitzar amb el seu visceral so .
A més d'una introducció composta especialment per al disc The Root of All Evil, també es van incloure tres talls en directe, « Bury Me An Angel » (Black Earth), « The Immortal » (Burning Bridges) i « Bridge Of Destiny » (Stigmata), tots amb la seva respectiva versió en estudi. De Black Earth : « Dark Insanity », « Demoniality », « Transmigration Macabre ». Stigmata : « Beast Of Man ", " Diva satànica », Burning Bridges : « Demonic Science », « Dead Inside », « Pilgrim », « Silverwing » .
Segons una entrevista amb Angela Gossow al setembre de 2010, Arch Enemy van entrar a estudi l'1 de desembre per començar a gravar el seu vuitè àlbum, per ser llançat al juny de 2011, d'acord amb el lloc oficial de la banda. L'àlbum és Khaos Legions, i el seu primer single va ser llançat pel lloc web Century Media el 31 de març, titulat « Yesterday is Dead and Gone » .
El 3 de març 2012 va ser anunciat via Facebook que Christopher Amott un cop més havia sortit de la banda. Va ser reemplaçat per Nick Cordle de Arsis. Arch Enemy llançar el seu vídeo musical Khaos Legions el 25 d'abril de 2012 per a « Under Black Flags We March ». Nick Cordle no tan sols apareix al vídeo, també va gravar un nou "solo" de guitarra, fent d'aquest el seu tema debut amb la banda .
Actualment estan treballant en el seu nou àlbum titulat War Eternal serà llançat el 10 juny 2014 a través de la discogràfica Century Media. [14] Sobre això Michael Amott va comentar: "igual que Khaos Legions, aquest disc també el vam produir nosaltres. Tenim una visió clara del so que volem per Arch Enemy, i de fet podem aconseguir sense l'ajuda de productors externs. També tenim l'avantatge de comptar amb dos talentosos enginyers entre els nostres integrants, com són Daniel Erlandsson (bateria) i Nick Cordle (guitarra).
El 17 de març de 2014 el grup va anunciar al seu lloc web que amb el llançament de War Eternal, Angela Gossow deixaria de ser vocalista de la banda per dedicar-se completament a tasques administratives, passant a ocupar el seu lloc Alissa White-Gluz, la qual era vocalista de la banda canadenca The Agonist.

## Membres de la banda

### Membres actuals
- Michael Amott − Guitarra i veus (1996–present)
- Joey Concepcion - Guitarra (2023 - present)
- Sharlee D'Angelo − Baix (1999–present)
- Daniel Erlandsson − Bateria (1996–1997, 1999–present)
- Alissa White-Gluz - Veu (2014-present)

### Membres anteriors
- Angela Gossow − Veu (2001–2014)
- Christopher Amott − Guitarra i teclats (1996–2005, 2007–2012)
- Nick Cordle− Guitarra i teclats (2012–2014)
- Johan Liiva − Veu (1996–2001)
- Martin Bengtsson − Baix (1997−1998)
- Peter Wildoer − Bateria (1997−1998)
- Michael San Pablo - Bateria (1998-2000)
- Fredrik Åkesson − Guitarra (2005−2007)
- Jeff Loomis − Guitarra i teclats (2014–2023)

### Músics de suport
- Dick Lövgren − Baixista en directe (1999)
- Roger Nilsson − Baixista en directe (1999−2000)
- Gus G. − Guitarrista en directe (2005), solo de guitarra convidat a Doomsday Machine ("Taking Back My Soul")

## Discografia[2]
| Data d'edició                         | Títol                   | Discogràfica                                             | Màxim a US Billboard | Vendes als EUA |
| ------------------------------------- | ----------------------- | -------------------------------------------------------- | -------------------- | -------------- |
| 1996 (reeditat el 24 d'abril de 2007) | Black Earth             | W.A.R. Records, Century Media Records (reedició de 2007) | -                    | -              |
| 21 d'abril de 1998                    | Stigmata                | Century Media Records                                    | -                    | -              |
| 27 de juliol de 1999                  | Burning Bridges         | Century Media Records                                    | -                    | -              |
| 5 de desembre de 2000                 | Burning Japan Live 1999 | Century Media Records                                    | -                    | -              |
| 25 d'april de 2001                    | Wages of Sin            | Century Media Records                                    | -                    | -              |
| 26 d'agost de 2003                    | Anthems of Rebellion    | Century Media Records                                    | -                    | -              |
| 26 de juliol de 2005                  | Doomsday Machine        | Century Media Records                                    | #87                  | 90,000+        |
| 24 de setembre de 2007                | Rise of the Tyrant      | Century Media Records                                    | #84                  | -              |
| 2011                                  | Khaos Legion            | Century Media Records                                    |                      |                |
| 2014                                  | War Eternal             | Century Media Records                                    |                      |                |
| 2017                                  | Will to power           | Century Media Records                                    |                      |                |
| 12 d'agost de 2022                    | Deceivers               | Century Media Records                                    |                      |                |

Albums live
- 1999 : Burning Japan Live (Live)
- 2008 : Tyrants Of The Rising Sun - Live In Japan ''(Live)"
- 2017: As the Stages Burn!

EP
- 2002 : Burning Angel (EP)
- 2004 : Dead Eyes See No Future
- 2007: Revolution Begins
- 2015: Stolen Life
- 2017: Råpunk

Compilations
- 2009 : Manifesto Of Arch Enemy (best-of)
- 2009 : The Root Of All Evil
- 2011 : Dawn of Khaos

DVD
- 2006 : Live Apocalypse
- 2008 : Tyrants Of The Rising Sun - Live in Japan
- 2016 : War Eternal Tour: Tokyo Sacrifice (DVD and Blu-Ray)